# A Man to Remember

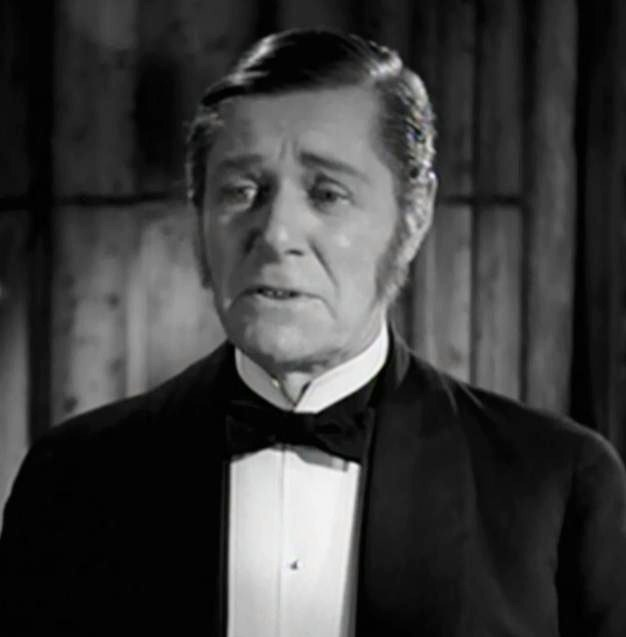
Gilbert Emery é um ator característico especializado em personagens aristocráticos. Em A Man to Remember, ele interpreta o Doutor Robinson, rival do Doutor John Abbott. Emery atuou no cinema de 1921 até à sua morte, em 1945.

A Man to Remember (br Um Benemérito) é um filme estadunidense de 1938, do gênero drama, dirigido por Garson Kanin e estrelado por Anne Shirley e Edward Ellis. Primeiro trabalho na direção de Kanin, vindo da Broadway, e um dos primeiros do roteirista Dalton Trumbo, o filme é um remake superior de One Man's Journey.
Rodada em apenas quinze dias, sem grandes nomes no elenco, essa produção modesta foi orçada em apenas 118 000 dólares e surpreendeu público e crítica pelos seus valores artísticos e humanos, mostrados com dignidade e sem sentimentalismos. O resultado foi um inesperado sucesso de bilheteria.
Foi produzido sob baixo orçamento, como filme B, estreando em pequenos cinemas, mas a sua qualidade logo foi reconhecida, e quando foi lançado em Nova Iorque, estreou no Cine Rivoli, um dos mais prestigiados da cidade. Tornou-se referência sobre como uma produção de baixo orçamento poderia apresentar qualidade e bom rendimento.

## Sinopse
O filme acompanha a atuação do médico John Abbott, a partir de sua chegada à pequena cidade de Westport, durante a Primeira Guerra Mundial. Seu trabalho se estende por duas décadas e nem sempre é reconhecido pelos pacientes. Luta conta políticos inescrupulosos que querem diminuir verbas para hospitais e sacrifica-se além de suas forças para debelar uma epidemia de poliomielite. Finalmente, suas ações são percebidas e louvadas, porém o doutor já se encontra excessivamente debilitado para aproveitar a súbita glória.

## Elenco
| Ator/Atriz      | Personagem         |
| --------------- | ------------------ |
| Anne Shirley    | Jean Johnson       |
| Edward Ellis    | Doutor John Abbott |
| Lee Bowman      | Dick Abbott        |
| William Henry   | Howard Sykes       |
| John Wray       | Tom Johnson        |
| Granville Bates | George Sykes       |
| Harlan Briggs   | Homer Ramsey       |
| Frank M. Thomas | Jode Harkness      |
| Gilbert Emery   | Doutor Robinson    |
| Joe de Stefani  | Jorgensen          |